# Братья Таро

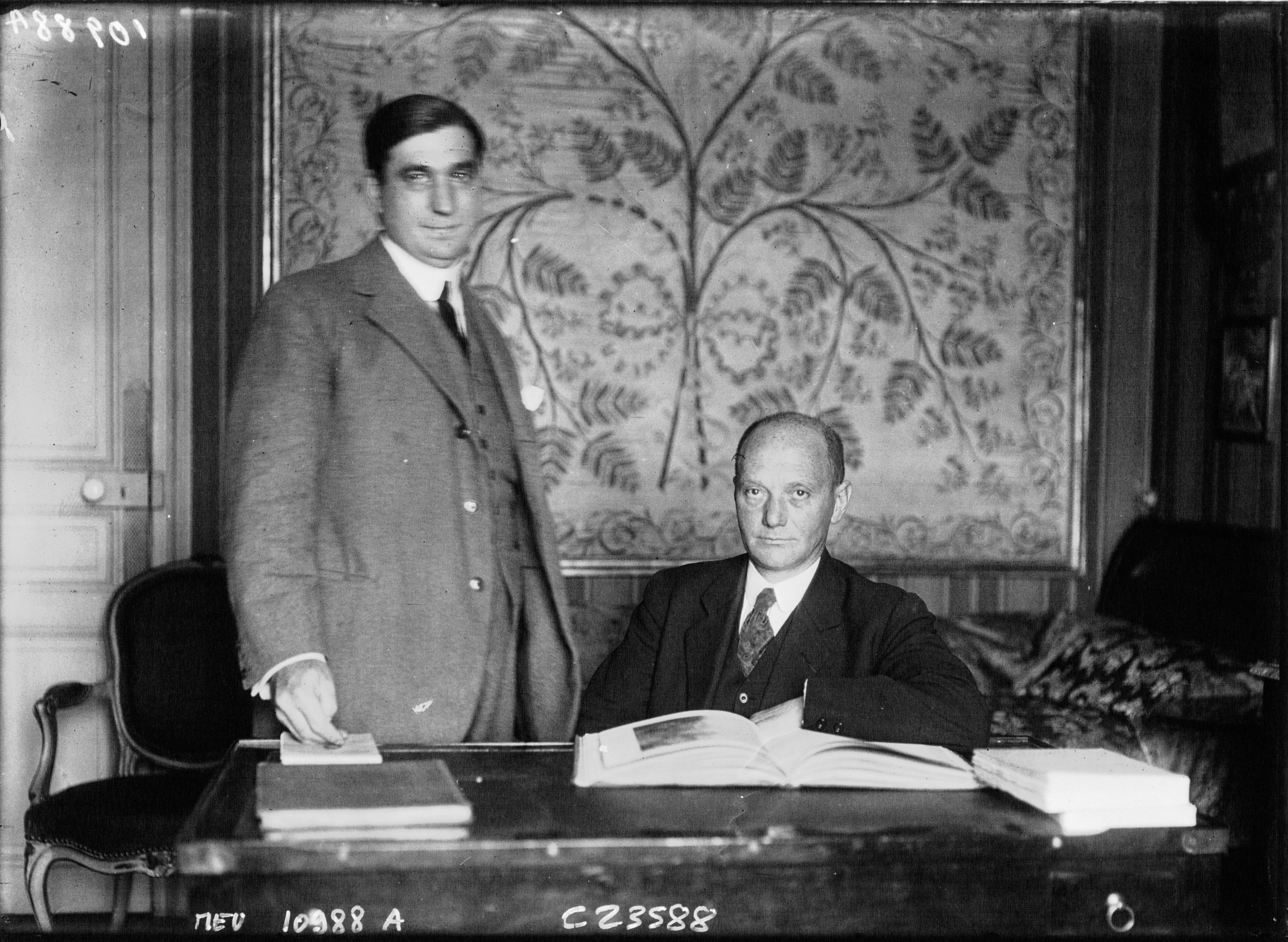
Братья Таро

Братья Таро — французские писатели-соавторы Жером (фр. Jérôme Tharaud, наст. имя Эрнест; 18.3.1874, г. Сен-Жюньен, деп. Верхняя Вьенна, — 28.01.1953, Варанжвиль-сюр-Мер, деп. Приморская Сена) и Жан (фр. Jean Tharaud, наст. имя Шарль; 9.05.1877, г. Сен-Жюньен, — 8.04.1952, Париж). Члены Французской академии, лауреаты Гонкуровской премии (1906).

## Жизнеописание
Братья Таро родились в регионе Лимузен. Их окрестили Эрнестом и Шарлем. Впоследствии Шарль Пеги предложил им изменить имена и назваться Жеромом и Жаном (в честь апостола и евангелиста Иоанна.
В 1898 году вышло в свет первое произведение Жерома и Жана — «Слабый носильщик». После этого они публиковали в журнале Cahiers de la Quinzaine многочисленные рассказы, повести и романы, в том числе и «Дингли, знаменитый писатель». В 1906 году за этот роман, в котором критикуются взгляды Редьярда Киплинга и принципы британского империализма, присуждена Гонкуровская премия.
У братьев Таро на всю жизнь сохранилась привязанность к родному краю. В 1922 из-за плохого ухода разрушилась колокольня церкви в Сен-Жуньяне, где крестили их обоих, и они собрали немало денег на ремонт. В 1939 году Жером, будучи уже членом Французской академии, высказал пожелание, чтобы на ручке шпаги, принадлежащей академику, была изображена эта отреставрированная колокольня.
Братья Таро на протяжении пятидесяти лет писали вместе. Подавал идею и начинал писать обычно младший Жан, а старший Жером отвечал за то, чтобы довести дело до ума. Неутомимые путешественники, они побывали во многих странах — Палестине, Иране, Марокко, Румынии, откуда привозили материал для репортажей и беллетристических произведений. Среди всего выделяются две серии: марокканская — «Рабат, или Марокканские впечатления» («Rabat ou les heures marocaines», 1918), «Маракеш, или Властители Атласа» («Marrakech ou les Seigneurs de l’Atlas», 1920), «Фес, или Буржуазия ислама», «Ночь в Фесе» и испанская серия — «Испанские встречи», «Страстная неделя в Севилье» и «Жестокая Испания». Большое внимание эти писатели уделяли евреям, их культуре и религии. К произведениям на эту тему относятся, в частности, «Бар-Кошба», «Тень креста», «Когда Израиль — король», «Разговор об Израиле», «В будущем году в Иерусалиме», «Краткая история евреев», «Когда Израиль не король», «У Стены Плача».
Из остальных произведений стоит упомянуть такие, как «Свет», «Мелкое дворянство», «Дама-служанка», «Любимые» и «Двусмысленное признание» — их последняя книга, которая вышла в 1951, а также произведения, посвященные их учителям и собратьям по литературе: «Для верных Пеги», «Наш дорогой Пеги», «Душа Пеги», «Мои годы у Барреса», «Для верных Барресу».
Братьев Таро обвиняют за дух конформизма во время Второй мировой войны. Были также обвинения в расизме (в частности, раздел «Марокканское гетто» книги «Маракеш, или Властители Атласа», переизданной в 1939 году), антисемитизме и в прославлении колониализма.